# 食品の衛生管理法の一覧
食品の衛生管理法の一覧（しょくひんのえいせいかんりほうのいちらん）は食品を製造する際の衛生管理等の方法の一覧

## 衛生管理法
- HACCP
- 総合衛生管理製造過程
- GMP
- AIB
- SQF
- セントラルキッチン

## ISO
食品衛生にかかわるISO
- ISO9001(ISO 9000のひとつ）
- ISO 22000